# Torre Adamant II
La Torre Adamant II es un edificio ubicado en la Vía Atlixcáyotl, en el municipio de San Andrés Cholula, en la Zona Metropolitana de Puebla.

## Forma
- Su altura máxima es de 112 metros y tiene 32 pisos.
- Cuenta con 185 departamentos.

## Detalles importantes
- Su construcción comenzó en 2013 y concluyó en 2015.
- Cuenta con 3 elevadores y 1 montacargas.